# Gróf Bánffy Miklós-díj
A Gróf Bánffy Miklós-díj az Erdélyi Magyar Közművelődési Egyesület 1992-ben művelődésszervezőknek alapított díja.

## A díj
A díj a színházi intézményszervezésben, a színház és a közművelődési terület összekapcsolásában elért sikerekért jár. Névadója gróf Bánffy Miklós (1873–1950), író, grafikus, díszlet- és jelmeztervező, színpadi rendező, politikus, a magyarországi állami színházak intendánsa, az erdélyi magyar művelődési élet nagyvonalú támogatója.

## Díjazottak[2]
- 2020: Dimény Levente[3]
- 2019: Laczkó Vass Róbert[4]
- 2018: Szép Gyula[5]
- 2017: nem osztották ki a díjat
- 2016: Victor Ioan Frunză(wd)[6]
- 2015: Szebeni Zsuzsa(wd)[7]
- 2014: Kiss Törék Ildikó(wd) és Varga Vilmos
- 2013: Rekita Rozália és Jancsó Miklós
- 2012: Dukász Péter
- 2011: Tóth Páll Miklós
- 2010: Tomcsa Sándor Színház
- 2009: Csíki Játékszín társulata
- 2008: Székely Szabó Zoltán
- 2007: nem osztották ki a díjat
- 2006: Kovács Levente
- 2005: Kövesdy István
- 2004: Kárp György színész
- 2003: Nemes Levente
- 2002: Szilágyi Ferenc
- 2001: Hajdú Géza(wd) színész
- 2000: Ferenczi István
- 1999: Tarr László(wd)
- 1998: Wittlinger Margit
- 1997: Labancz Klára(wd)
- 1996: Gheordiade Mária
- 1995: Demény Attila
- 1994: Nagy Endre(wd)
- 1993: Dobre-Kóthay Judit
- 1992: Deák Barna(wd) és Deák M. Ria(wd)